# 尼科一世
尼科一世（英語：Necho I，公元前672年—公元前664年在位）古埃及第二十六王朝的始祖，曾作为亚述人的总督统治埃及尼罗河三角洲赛斯城，曾联合其他诸侯反抗。被击败后忠于亚述。前664年，庫什國王坦沃塔瑪尼試圖收復失土，遂北征下埃及，尼科一世戰死，其子普萨美提克一世逃往亞述。隨後普薩美提克一世在亞述支持下擊敗坦沃塔瑪尼，又利用希臘僱傭軍趕走亞述勢力，建立第二十六王朝，定都赛斯。